# Gregorio Pardo
Gregorio Pardo (Burgos,? - ca. 1557) fou un escultor i tallista castellà, probablement fill de l'escultor Felipe Bigarny.
El 1532 entrà d'aprenent al taller de Damià Forment. Es va casar amb una filla de l'arquitecte Alonso de Covarrubias. Se li suposa aprenent a Itàlia donat els resultats d'una obra d'influència toscana.

## Obra escultòrica
Va realitzar diversos treballs als retaules de la parròquia de Sant Nicolau de Bari i a l'església del Convent de la Mercè, totes dues a Burgos. Entre 1535 i 1536 li és encarregat, pels marmessors del notari valencià Gaspar Eximeno, el relleu de la Resurrecció de la capella del mateix nom de la Catedral de València, que s'havia cregut d'altres autors com Forment o Ordóñez.
Els seus treballs més importants són a la catedral de Toledo. Seus són els armaris de l'avantsala capitular, que mostren influència de la decoració hel·lenística. També són seves les estàtues i columnes de la portada de la capella de la Torre i els dos medallons sobre la porta interior del creuer (porta dels Lleons). En aquesta mateixa catedral va treballar al costat de Bigarny en les talles del cor.
A Catalunya, es pot veure una talla en alabastre, Dormició de la Mare de Déu: Sant Jaume el Major, atribuïda a Pardo, realitzada en col·laboració amb Damià Forment, al Museu Nacional d'Art de Catalunya.